# The Killing Tide
The Killing Tide – tytuł czwartej długogrającej płyty zespołu Sol Invictus, wydanej w 1991 roku (zob. 1991 w muzyce). W nagraniach Tony'ego Wakeforda wspomagali: Colin Potter i Karl Blake.
Płyta zawiera premierowy materiał i parę nagranych na nowo utworów z płyty Trees in Winter, w nowych aranżacjach i z nowymi tytułami.

## Lista utworów
1. Like a Sword
2. In a Silent Place
3. Let Us Prey
4. The Killing Tide
5. Figures on a Beach
6. The Man Next Door is Very Strange
7. Our Lady of the Missing Presumed Dead
8. The Wild Hunt - Something Grim This Way Comes
9. A Figure on a Beach